# Eagle Lake (Maine, város)
Eagle Lake város az USA Maine államában, Aroostook megyében. 

## Népesség
A település népességének változása: